# Damvillers
Damvillers és un municipi francès, situat al departament del Mosa i a la regió del Gran Est. L'1 de gener del 2021 tenia 618 habitants.